# Die Toten vom Bodensee – Die Medusa
Die Toten vom Bodensee – Die Medusa ist ein deutsch-österreichischer ORF/ZDF-Fernsehfilm von Regisseurin Patricia Frey aus dem Jahr 2025 mit Alina Fritsch und Matthias Koeberlin. Dies ist der 21. Film der Krimiserie Die Toten vom Bodensee.

## Handlung
Die Ermittler Luisa Hoffmann und Micha Oberländer werden ans Ufer des Bodensees gerufen, wo die Leiche der 25-jährigen Vera Grimm angeschwemmt wurde. Das Opfer hat eine Verletzung am Kopf. Gerichtsmediziner Thomas Egger hatte sie zufällig am Morgen in Begleitung eines 8- bis 10-jährigen Jungen gesehen. Laut Ronja Löffler war ihre Schwester Vera in Tracht beim Funkenfeuer in Lochau und hatte Jannick, den jüngeren Sohn von ihr und ihrem Mann Andy, zur Schule gebracht, während der ältere Sohn Augustin mit Fieber im Bett liegen soll. Vera hatte selbst Trachten entworfen und geschneidert. Nach einer vorübergehenden Trennung war sie seit zwei Wochen wieder mit ihrem Ex-Freund Tobias Jandl zusammen, die beiden waren zusammen beim Funkenfeuer.
Am Tatort am Seeufer werden eine Schnalle von Veras Tracht sowie Blutspuren gefunden. Andreas Löffler wurde vor 13 Jahren wegen Einbruchdiebstahls auf Bewährung verurteilt. Sein Komplize war Dominik Haas, der kürzlich aus dem Gefängnis ausgebrochen ist. Die Ermittler finden heraus, dass Vera tatsächlich nicht mit dem jüngeren Jannick unterwegs war, sondern mit dessen älterem Bruder Augustin. Ronja gesteht, dass Augustin von Dominik Haas entführt wurde, um die Herausgabe der Feingoldbüste Medusa mit einem Versicherungswert von über einer Million Euro zu erpressen. Allerdings behauptet Andy, dass die Büste am Grund des Bodensees liegt, nachdem er bei deren Transport vor fünf Jahren mit dem Boot bei einem Unwetter gekentert war. Er will Haas stattdessen Geld geben, das er bei einem Banküberfall erbeuten möchte. Oberländer kann ihn von diesem Vorhaben rechtzeitig abbringen. Die Medusa wurde vor fünf Jahren bei einem Einbruch ins Kunsthaus Bregenz gestohlen, einige der gestohlenen Gegenstände wurden bei Dominik Haas sichergestellt. 
Luisas Ex-Freund Antonio Zübert war Zellengenosse von Haas. Von Zübert erhält Hoffmann den Hinweis auf ein Forsthaus am Geserberg, von dem Haas gesprochen hatte. Tatsächlich dürfte er mit Augustin dort gewesen sein. Weitere Informationen möchte Zübert aber nur dann preisgeben, wenn er die gemeinsame Tochter Liv treffen darf. Luisa stellt sich die Frage, ob sie nachgeben soll und ihrer Tochter die Begegnung mit deren manipulativem Vater aussetzen soll oder ob sie andernfalls das Leben von Augustin riskiert, sollte sie sich weigern. Der Transporter, mit dem Haas unterwegs war, ist auf Letizia Krabweiss gemeldet, die aber ein Alibi hat und mit dem Transporter bei ihrem Arbeitgeber war. Oberländer vermutet, dass Haas ein anderes, gleich aussehendes Fahrzeug der Modellreihe mit dem Kennzeichen von Krabweiss ausgestattet hat.
Luisa stimmt einem Treffen zwischen Liv und ihrem Vater Antonio Zübert zu. Laut Zübert wurde die Medusa vor Kurzem auf dem Schwarzmarkt angeboten, er hat auch die Namen der Händler. Die Informationen hatte er auch Haas gegeben. Laut einem Händler war Vera Grimm bei ihm und wollte eine Million Euro für die Medusa. Andreas Löffler hatte gemeinsam mit Veras Freund Tobias im See nach der Medusa erfolglos gesucht, Tobias hatte danach alleine weitergemacht. Nach der Entführung von Augustin wollte Vera, dass Tobias die Medusa an die beiden Entführer übergibt, es kam zum Streit, Tobias hat dabei Vera mit einem Stein erschlagen. Die zweite Person wird als Letizia Krabweiss identifiziert. Mit dem Fahrzeug hatte Haas Zugang zu Letizias Arbeitsplatz, dem Terminal Wolfurt.
Der Übergabeort für die Medusa wird von der Polizei und der Cobra observiert. Währenddessen wird das Terminal mit Suchhunden nach Augustin abgesucht. Nachdem Krabweiss die Medusa an sich genommen hat, wird sie von Luisa verfolgt, auf der Flucht wird Krabweiss von einem Fahrzeug angefahren. Haas wird am Terminal von der Polizei verhaftet, Augustin kann befreit werden. Luisa Hoffmann kehrt mit ihrer Familie nach Wien zurück.

## Produktion und Hintergrund

### Produktion
Die Dreharbeiten zu Die Medusa fanden gemeinsam mit dem 22. Teil Das Geisterschiff und dem 23. Teil Der Wunschbaum vom 5. März bis zum 13. Juni 2024 am Bodensee und Umgebung statt. Produziert wurde der Film von der Graf Filmproduktion GmbH und Rowboat Film- und Fernsehproduktion, beteiligt waren der Österreichische Rundfunk und das Zweite Deutsche Fernsehen. Unterstützt wurde die Produktion durch FISA+, Film in Austria (ABA), den Fernsehfonds Austria sowie das Land Vorarlberg.
Im Dezember 2024 wurde bekanntgegeben, dass diese Folge die letzte mit Alina Fritsch als Abteilungsinspektorin Luisa Hoffmann ist.

### Drehorte

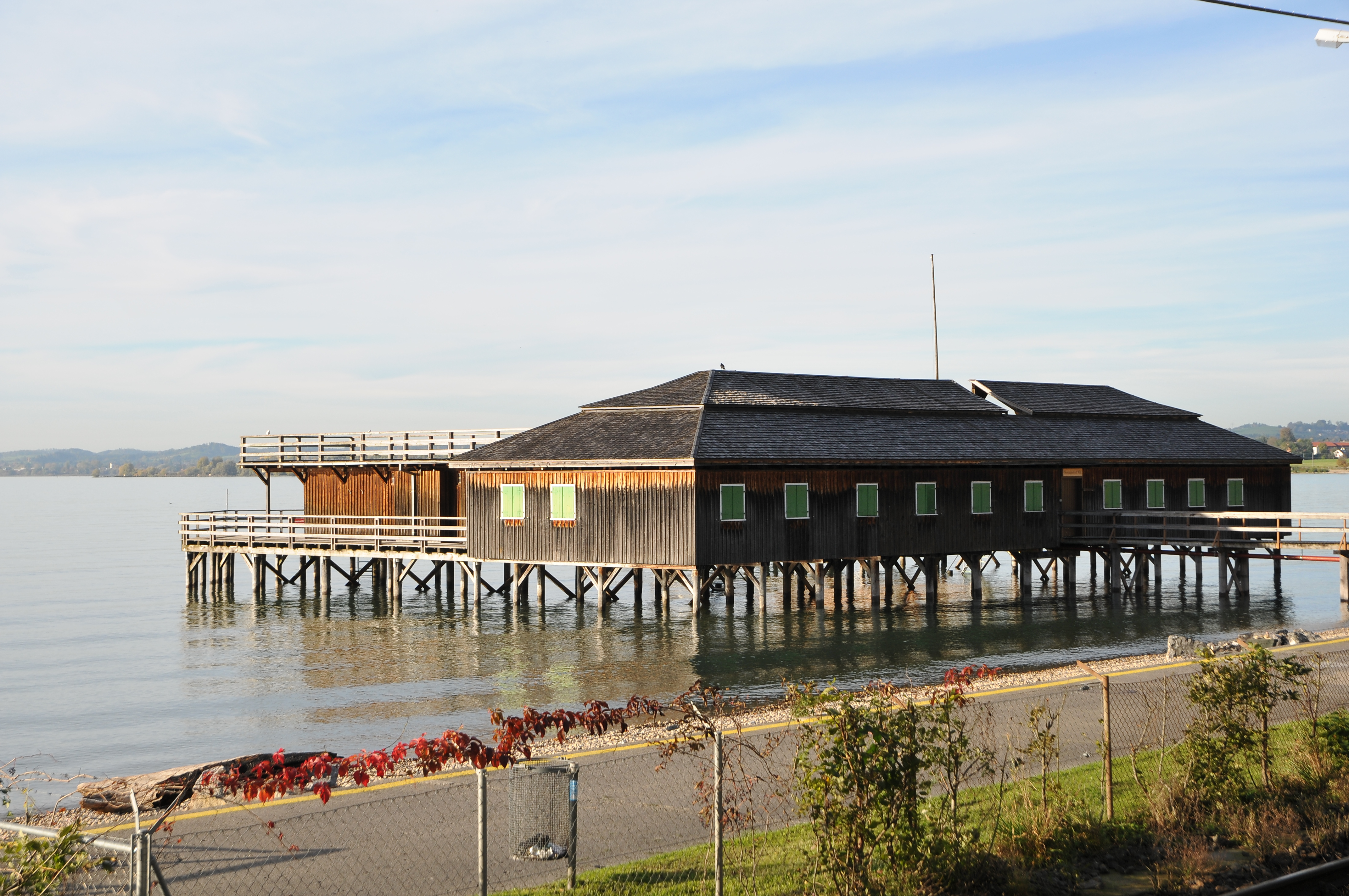
Historisches Militärbad „Mili“ an der Pipeline von Bregenz

Neben wiederkehrenden Drehorten, wie dem Polizeipräsidium in Lauterach, wurde auch im alten Militärbad von Bregenz gedreht, das als Arbeitsplatz von Tobias Jandl diente. Als Filmmotiv für das Gefängnis in dem Antonio Zübert einsitzt, wählte die Produktion die Justizvollzugsanstalt Kempten. Der Güterbahnhof Wolfurt diente als Drehort für das Versteck von Dominik Haas und die Bregenzer Innenstadt war Ort der Beschattung und Verfolgung von Letizia Krabweiss.

### Filmteam
Erstmals seit dem 2014 erfolgten Start der Reihe, führte Patricia Frey Regie. Die Kameraarbeit verantwortete Lukas Gnaiger, die Musik schrieb Chris Bremus, die Montage übernahm Jörg Kroschel und das Casting Judith Limberger. Den Ton gestalteten Hjalti Bager-Jonathansson und Torsten Heinemann, das Szenenbild Michaela Weniger, das Kostümbild Heike Werner und die Maske Birgit Beranek und Tinka Katherina Brand.

## Veröffentlichung
In der ZDF Mediathek wurde der Film am 6. Januar 2025 veröffentlicht, auf ORF ON am 12. Januar 2025. Die Erstausstrahlung im ZDF und auf ORF2 erfolgte am 13. Januar 2025. Auf DVD erschien der Film am 17. Januar 2025.

## Rezeption

### Kritiken
Die Kritiker der Fernsehzeitschrift TV Spielfilm urteilen mit dem Daumen nach oben und resümieren mit: Spannung, Dramatik und ein Tupfer Emotion – alles drin. Als heimlicher Star der Reihe, erfreue Hary Prinz das Publikum mit flotten Sprüchen und schrägem Habitus.
Robert Fröwein kritisiert in der Kronen Zeitung, dass es dem Film an Spannung und Suspense fehle. Das Drehbuch versuche zu viel Sub-Handlung in ein 90-minütiges Korsett zu quetschen und schenke dabei Logik und Nachvollziehbarkeit zu wenig Aufmerksamkeit. Zudem attestiert er fehlende Chemie zwischen den Hauptdarstellern Koeberlin und Fritsch, die nur teilweise von der atmosphärischen Stimmung und einem bemühten Cast wettgemacht werden könne.
Im Südkurier lobt Tilmann P. Gangloff die Arbeit von Regisseurin Patricia Frey. Das Schauspielensemble, aus dem Andreas Kiendl und Luka Dimić positiv hervorstechen würden, sei gut besetzt und vor allem auch die Kinderrollen ausgezeichnet geführt. Er sieht einen fesselnd umgesetzten Krimi, der sich handwerklich durch eine ausgezeichnete Musik und sorgfältige Bildgestaltung auszeichne.
Auf film-rezensionen.de vergibt Oliver Armknecht 5 von 10 Punkte und meint, dass es nach den vorangegangenen zwei schwachen Fällen, es dieses Mal wieder etwas aufwärts gehe. Zwar dürfe man von dem überladenen und viel zu konstruierten Drehbuch keine Glaubwürdigkeit erwarten, aber zumindest sei die Geschichte, inklusive einiger Actionsequenzen, spannend umgesetzt. Positiv streicht Armknecht auch hervor, dass Alina Fritsch – im Gegensatz zu ihrer Vorgängerin Nora Waldstätten – einen würdigen Abgang erhalten habe.

### Einschaltquote
Die Erstausstrahlung im ORF am 13. Jänner 2025 sahen bis zu 679.000 und durchschnittlich 638.000 Zuseher, der Marktanteil lag bei 23 Prozent.
Die deutsche Erstausstrahlung am 13. Januar 2025 im Programm des ZDF wurde von 7,78 Millionen Zuschauern gesehen, der Marktanteil betrug 30,5 Prozent.